# Solsidan (film)
Solsidan är en svensk komedifilm från 2017 baserad på tv-serien Solsidan.

## Handling
På julafton berättar Alex och Anna Löfström för sina bästa vänner Fredde och Mickan Schiller att de ska skiljas efter att Anna hade träffat en riktig sköning, David Grimborg. Ett halvår senare träffar Alex implantatsäljaren Bella Sjölander som han genast blir intresserad av. Fredde får plötsligt veta att hans rebelliske son Viktor har träffat sin farfar Mauritz, som Fredde inte vill att hans familj ska ha någonting med att göra. Och rätt som det är åker hela familjen Schiller till Torekov där de får bo i Mauritz väldigt trånga stuga och där Mickan börjar ställa till med en stor fest. De extremt jobbiga Ove och Anette Sundberg försöker på ett eller annat sätt få ett barn till, även om de så måste be en vilt främmande människa om att bli deras spermadonator.
Filmen utspelar sig efter säsong 5 av TV-serien och spelades in efter att serien hade gjort ett längre uppehåll. Efter filmen kom dock serien igång igen, och säsong 6 tar vid där filmen slutade.

## Rollista i urval
- Felix Herngren – Alexander "Alex" Löfström
- Mia Skäringer – Anna Löfström
- Johan Rheborg – Fredrik "Fredde" Schiller
- Josephine Bornebusch – Mikaela "Mickan" Schiller
- Henrik Dorsin – Ove Sundberg
- Malin Cederbladh – Anette Sundberg
- Henrik Schyffert – David Grimborg
- Frida Hallgren – Bella Sjölander
- Sven Wollter – Mauritz Schiller
- Leonardo Rojas Lundgren – Viktor Schiller
- Elsa Bucht-Wesslén – Ebba Schiller
- Stella Arwin/Heidi Arwin – Chloé Schiller
- Iris Herngren – Wilma Löfström
- Benjamin Salmi-Wikander – Love Löfström
- Nova Edorsson – Marielle Sundberg
- Rebecka Teper – Lussan
- Susanne Thorson – Potzie Rosensvärd
- Ingela Olsson – IVF-läkaren
- Jens Sjögren – Uffe
- Samir & Viktor – sig själva